# Smithville (Arkansas)
Smithville est un village situé dans l’État américain de l'Arkansas, dans le comté de Lawrence.